# Pribaltička nizina
Pribaltička nizina ili Njemačko-poljska nizina prostire se u dužini od oko 600 km (i upola toliko po širini) i nalazi na sjeveru Srednje Europe. Ona zahvaća sjeverne dijelove Njemačke i Poljske te Dansku, Nizozemsku i dio Belgije. Pribaltička nizina dio je europske nizine, a na nju se nastavlja istočnoeuropska nizina.

## Odlike i reljef
Pribaltička nizina široka je od 150 km na zapadu do više od 400 km na istoku, blago nagnuta od sredogorja prema sjeveru. Na krajnjem jugu nizine, na prijelazu prema sredogorju, prostrana su područja prekrivena praporom, prema sjeveru sve je više slabije plodnoga morenskoga materijala. Morene su preoblikovane u blago valovite platoe između kojih su vlažnije pradoline, oblikovane tokovima koji su za ledenog doba tekli ispod i rubom ledenog pokrova. Najsjeverniji dio nizine pokriven je nanosima, slabije se odvodnjava pa se mjestimično javljaju močvare, posebno u istočnom dijelu.
Glavni slivovi rijeka, od zapada prema istoku su: Rajna, Ems, Weser, Elba, Odra i Visla. Baze ovih rijeka su teške s malo tla, što otežava poljoprivrednu proizvodnju. 
Pribaltička nizina leži na području velike tektonske vrtače, koja je u mezozoiku i tercijaru bila ispunjena sedimentima, a zatim je u kvartaru prekrivena postglacijalnim formacijama. Stariji kristalni supstrat izlazi na površinu samo na sjevernom i južnom rubu nizine.
Reljef većine površine nizine nastao je tijekom pleistocenske glacijacije od strane skandinavskog ledenjaka. Na područjima nizine, gdje su dosezale samo starije glacijacije, ovaj je reljef već izbrisan, ali zasad postoji na području Danske i sjevernog dijela Njemačke i Poljske. Na unutarnjim stranama frontalnih morena nalaze se brdovite površine donjih morena, a na vanjskim stranama frontalnih morena velike su izlivne ravnice, ispred kojih se nalaze proglacijalne doline. Nizinski reljef stoga nije monoton.
Zapadni dio ravnice ima oceansku klimu, dok istočni dio ima prijelaznu klimu između oceanske i kontinentalne klime.